# Traves (Turyn)
Traves – miejscowość i gmina we Włoszech, w regionie Piemont, w prowincji Turyn.
Według danych na rok 2004 gminę zamieszkiwało 545 osób, 54,5 os./km².